# Alpaida niveosigillata
Alpaida niveosigillata là một loài nhện trong họ Araneidae.
Loài này thuộc chi Alpaida. Alpaida niveosigillata được Cândido Firmino de Mello-Leitão miêu tả năm 1941.